# 岑小京
岑小京（2月27日—）是台灣的漫畫家，本名陳淑卿。出生於雲林縣。

## 人物
- 1998年以《吉森》奪得第一屆長鴻漫畫比賽第三名。
- 因身體狀況和某些因素，已不再從事漫畫的創作。

## 作品一覽

### 單行本
- 情侶娃娃（全1集；尖端重新出版作：魔鏡不說謊）
  - 情侶娃娃
  - 說謊的魔鏡
  - 神啊！請多給我一點啟示吧！
- 淘氣精靈（全1集；尖端重新出版作：親親守護靈）
- 夢行天使（全3集；尖端重新出版作：幻境夢行使)
- 騎士公主（4集未完）